# Manzanillo (Colima)
Manzanillo – miasto i siedziba gminy w zachodnim Meksyku, w stanie Colima, nad Oceanem Spokojnym. Z liczbą około 103 tys. mieszkańców jest drugim miastem pod względem wielkości w tym stanie. Jest to najbardziej ruchliwy port na zachodnim wybrzeżu Meksyku. W mieście rozwinął się przemysł spożywczy oraz maszynowy.